# Tipula cognata
Tipula cognata är en tvåvingeart som beskrevs av Doane 1901. Tipula cognata ingår i släktet Tipula och familjen storharkrankar. Inga underarter finns listade i Catalogue of Life.